# Amprion
Die Amprion GmbH mit Sitz in Dortmund ist ein deutscher Übertragungsnetzbetreiber. Das Unternehmen betreibt das mit knapp 11.000 km Stromkreislänge zweitgrößte Höchstspannungs-Stromnetz (220 kV und 380 kV) in Deutschland. Es erstreckt sich über sieben westdeutsche Bundesländer. In Dortmund, am Systemführungsstandort in Brauweiler und an weiteren 36 regionalen Betriebsstandorten beschäftigt Amprion mehr als 2.700 Mitarbeiter.

## Geschichte
Das Unternehmen geht zurück auf die Ausgründung des Übertragungsnetz-Bereiches (Höchstspannungsverbundnetz) aus dem vertikal integrierten Essener Energiekonzern RWE AG (Rheinisch-Westfälisches Elektrizitätswerk). Die Hoch- und Höchstspannungsleitungen zur überregionalen Übertragung elektrischer Energie und weitere Anlagen zum Netzbetrieb waren damals integraler Bestandteil der deutschen Elektrizitätsversorgungsunternehmen. Maßgebliche RWE-Entwicklungen im Bereich der Stromtransportnetze sind eng verknüpft mit der Geschichte der Energiewirtschaft insbesondere im Ruhrgebiet und im Rheinischen Braunkohlerevier. In Nordrhein-Westfalen befindet sich nach wie vor das dichteste Leitungsnetz mit den meisten Netzverknüpfungspunkten des Unternehmens.

### Entstehung

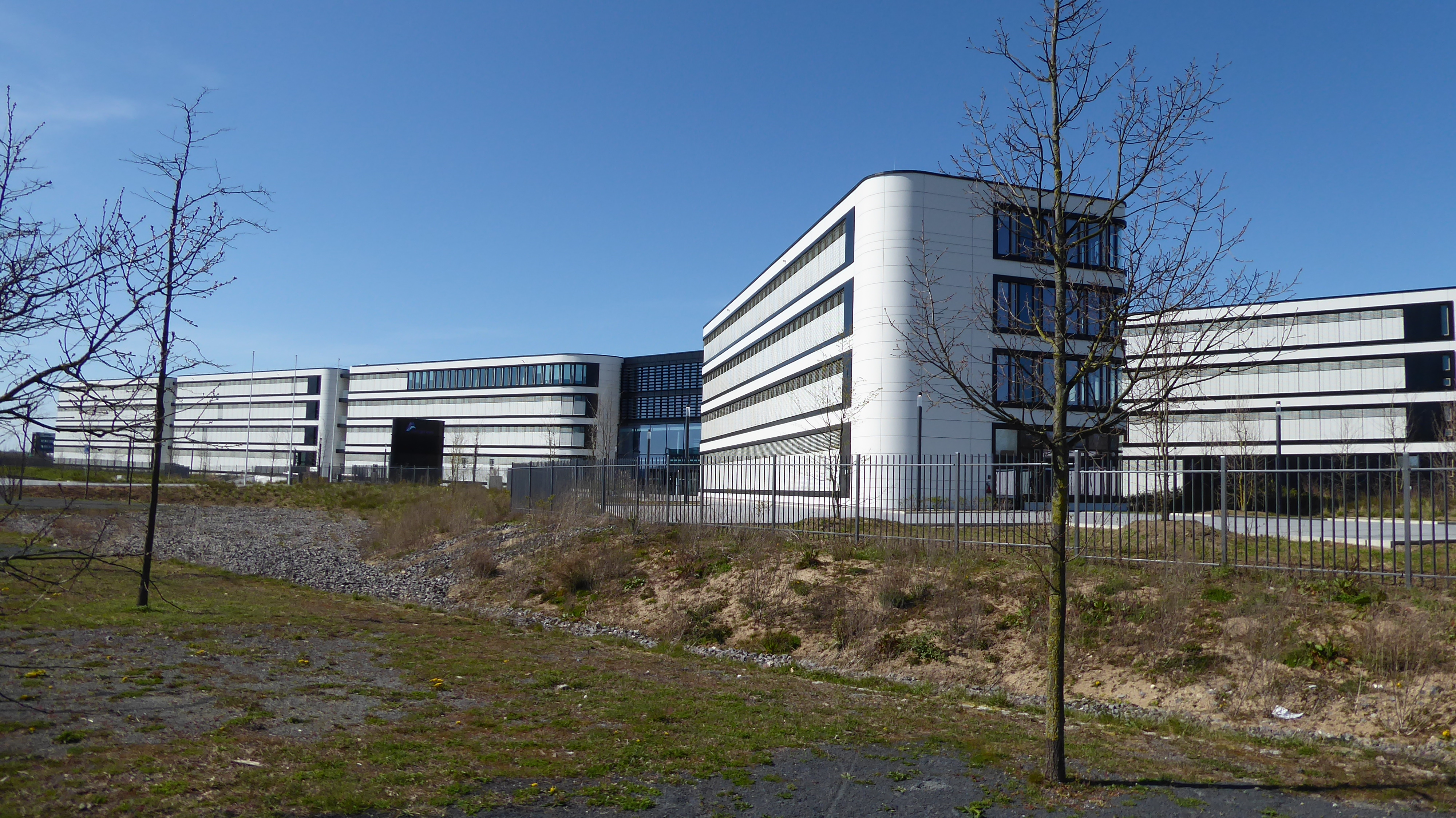
Neubau der Hauptverwaltung in Dortmund

Im Juni 2003 wurde das Unternehmen im Rahmen konzerninterner Umstrukturierungen zunächst unter dem Namen RWE Net Gesellschaft für Beteiligungsverwaltung mbH Nr. 3 als Tochtergesellschaft der RWE Net AG gegründet. Die RWE Net mit Sitz in Dortmund war im Jahr 2000 als Netzgesellschaft bei der Fusion von RWE mit der Dortmunder VEW AG (Vereinigte Elektrizitätswerke Westfalen) entstanden und für das gesamte Stromnetz einschließlich der Verteilnetz-Bereiche (Nieder-, Mittel- und Hochspannungsnetze) des RWE-Konzerns zuständig.
Wenige Monate später, im Oktober 2003, erfolgte die Umfirmierung dieser RWE-Net-Tochtergesellschaft zur RWE Transportnetz Strom GmbH (RWE TSO Strom) mit Sitz in Dortmund, die im Konzern der neuen Zwischenholding RWE Energy AG zugeordnet wurde. Als Geschäftsführer der RWE Transportnetz Strom wurden Hans-Jürgen Brick und Klaus Kleinekorte bestellt. Anfangs hatte das Unternehmen etwa 214 Beschäftigte (VZÄ).

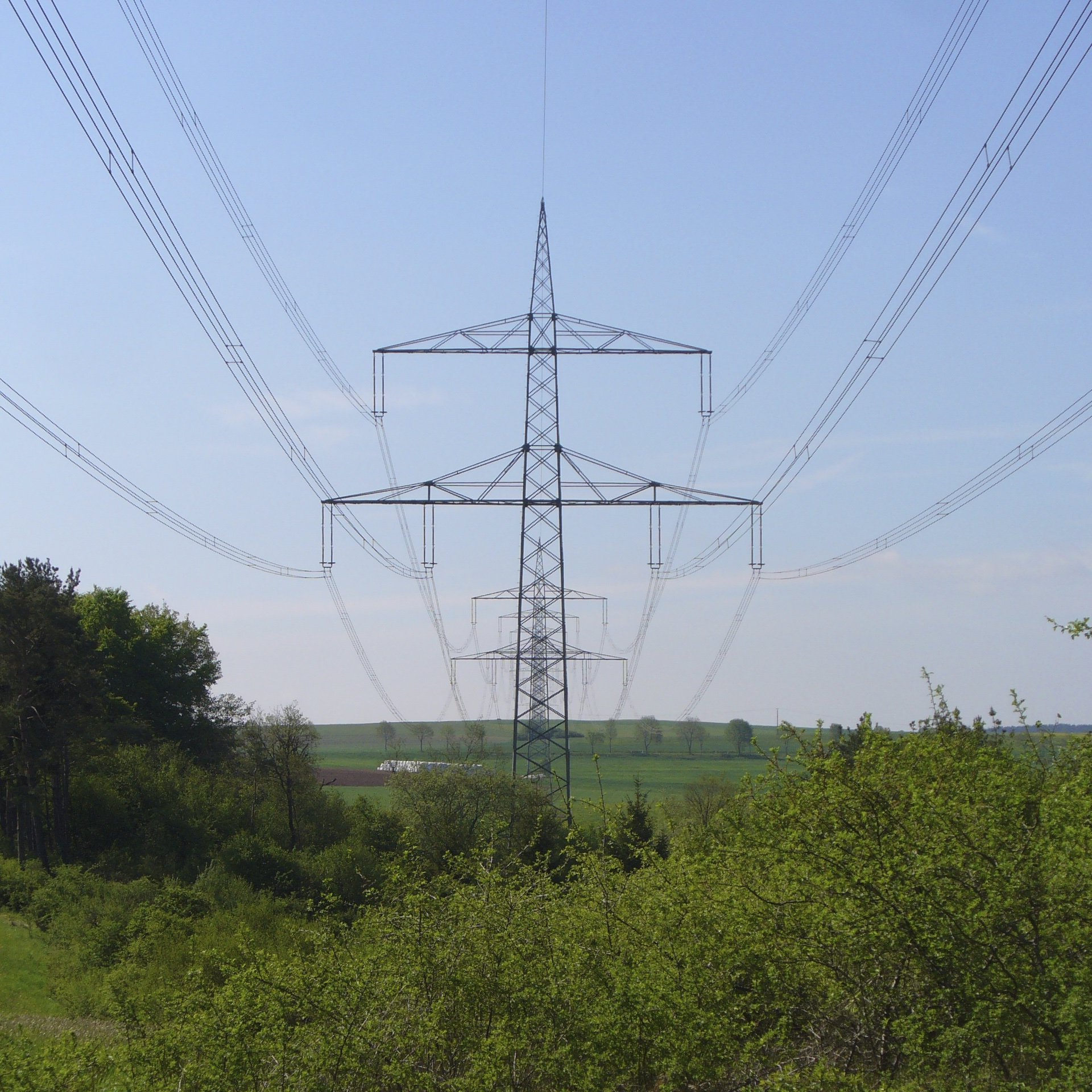
380-kV-Freileitung der Amprion (Leitung Oberzier–Niederstedem)

### Entflechtung und Umbenennung
Rund fünf Jahre nach Gründung, zum 1. Juli 2009, wurde die RWE Transportnetz Strom bei einer Umstrukturierung des RWE-Konzerns aus der RWE Energy herausgelöst und direkt der RWE AG zugeordnet. Damit verbunden war das Ziel der organisatorisch-gesellschaftsrechtlichen Entflechtung von der RWE als Eigentümer. Das Unternehmen wurde schrittweise als unabhängiger Übertragungsnetzbetreiber (englisch Independent Transmission Operator, ITO) entsprechend dem dritten EU-Energiebinnenmarktpaket ausgestaltet.
Am 1. September 2009 übernahm die neugegründete Amprion GmbH, eine 100-prozentige Tochter der RWE AG, als Rechtsnachfolger die Aufgaben der RWE Transportnetz Strom sowie alle weiteren übertragungsnetzbezogenen Aktivitäten und Funktionen, die zuvor noch an anderen Stellen im RWE-Konzern verblieben waren. Zu Beginn hatte Amprion etwa 850 Mitarbeiter. Sowohl der Unternehmenssitz in Dortmund als auch die Geschäftsführung wurden beibehalten.
Der Unternehmensname, ein Kunstwort, lehnt sich an die Begriffe Ampere (Einheit der Stromstärke) und Vision an. Die Bildmarke „A“ im Firmenlogo stellt einen abstrahierten Lichtbogen dar.

### Mehrheitsveräußerung
Knapp zwei Jahre später, am 14. Juli 2011, wurde die Veräußerung von 74,9 % der Amprion-Anteile durch RWE an einen Infrastrukturfonds der Commerzbank-Tochter Commerz Real AG vereinbart und öffentlich angekündigt. Nach erfolgter Freigabe im Rahmen der Fusionskontrolle durch die Europäische Kommission wurde die Übernahme am 6. September 2011 vertraglich abgeschlossen. Der Kaufpreis in Höhe von etwa 700 Millionen Euro für den Mehrheitsanteil basierte auf einem Gesamtunternehmenswert von rund 1,3 Milliarden Euro (ermittelt zum Stichtag 1. Januar 2011).
Die Transaktion war Teil eines Desinvestitionsprogrammes von RWE. Ihr Vollzug führte bei RWE zur Entkonsolidierung von Amprion und reduzierte sowohl die Nettoverschuldung als auch den Investitionsbedarf des Energiekonzerns. Die ehemalige Alleineigentümerin RWE AG erklärte, die Minderheitsbeteiligung in Höhe von 25,1 % (Sperrminorität) langfristig halten zu wollen.
Haupteigentümer der Amprion ist seit 2011 der Infrastrukturfonds der Commerz Real; er firmiert als M31 Beteiligungsgesellschaft mbH & Co. Energie KG mit Sitz in Düsseldorf. Komplementär der Fondsgesellschaft ist die M31 Beteiligungsgesellschaft mbH; als Kommanditisten sind die Commerz Real und ein Konsortium institutioneller Finanzinvestoren beteiligt. Wesentliche Investoren sind Versicherungen (MEAG für Münchener Rück/ERGO, Swiss Life, Talanx), ärztliche Versorgungswerke (Ärzteversorgung Westfalen-Lippe und Brandenburg), Pensionskassen und kirchliche Versorgungseinrichtungen. 2015 waren 13 Investoren am M31-Fonds beteiligt.
Nach der Mehrheitsveräußerung hielt RWE für wenige Wochen – durch vorübergehende Beteiligung am Käuferkonsortium – zusätzlich zum vereinbarten Minderheitsanteil noch einen indirekten Anteil von durchgerechnet 10,8 % (100 Mio. Euro). Die Commerz Real als Emissionshaus hielt selbst ebenfalls kurzfristig einen Anteil von durchgerechnet 13 Prozent (120 Mio. Euro). Beide Anteilspakete wurden bis Januar 2012 von der Commerz Real auf weitere institutionelle Investoren übertragen, so dass die zuvor vereinbarte Anteilseignerstruktur erreicht wurde (74,9 % M31-Fonds und 25,1 % RWE). Sie ist danach unverändert geblieben (Stand 2018).

## Aktivitäten

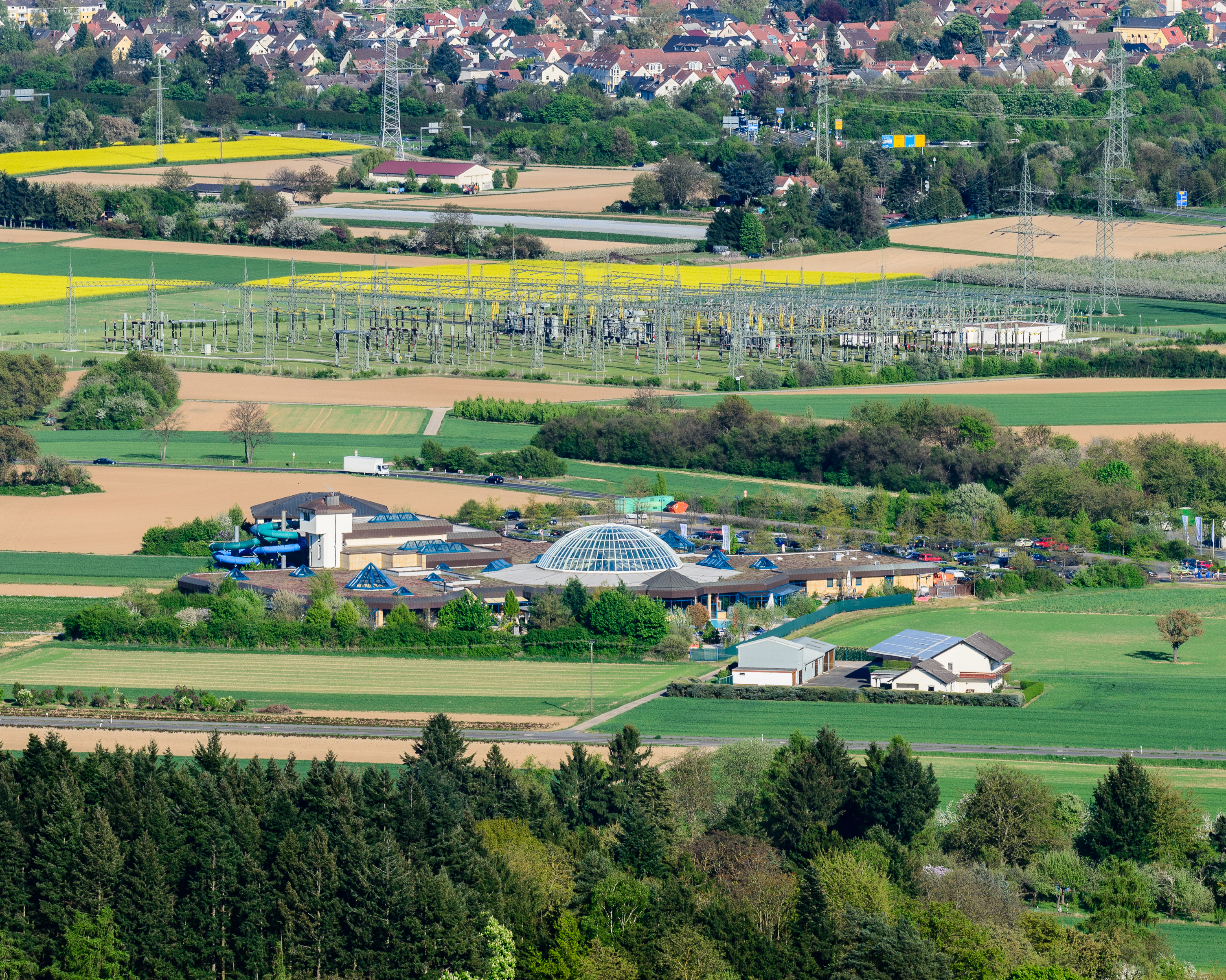
380/110-kV-Umspannanlage Kriftel in Hessen, 2004 in Betrieb genommen

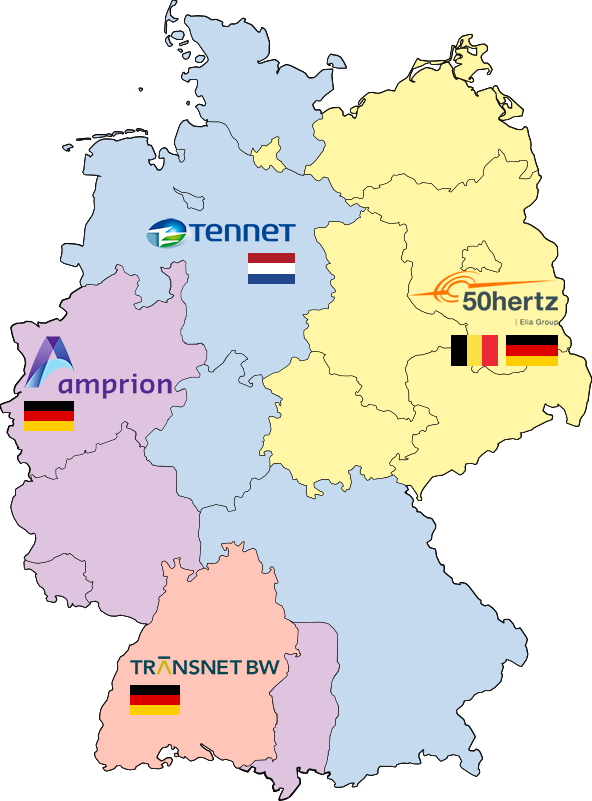
Deutsches Übertragungsnetz: Regelzonen von Amprion, Tennet, TransnetBW und 50Hertz

### Gesetzlicher Auftrag und Zertifizierung
Amprion ist als Übertragungsnetzbetreiber ein Dienstleistungsunternehmen mit gesetzlichem Auftrag. Dieser ergibt sich aus den in § 11 ff. des Energiewirtschaftsgesetzes (EnWG) formulierten „Aufgaben der Netzbetreiber“. Im Zentrum stehen dabei der diskriminierungsfreie Betrieb eines sicheren, zuverlässigen und leistungsfähigen Energieversorgungsnetzes sowie dessen Optimierung und Ausbau.
Als Übertragungsnetzbetreiber unterliegt Amprion der wettbewerbspolitischen Regulierung durch die Bundesnetzagentur. Sie erteilte dem Unternehmen 2012 die Zertifizierung als unabhängiger Transportnetzbetreiber gemäß § 10 ff. EnWG.

### Netzgebiet und Anlagen
Das zweigeteilte Netzgebiet des Unternehmens liegt schwerpunktmäßig im Westen und Südwesten Deutschlands. Es reicht von Niedersachsen im Norden bis ins Ostallgäu im Süden Bayerns. Einige der von Amprion betriebenen Leitungen verlaufen auch außerhalb der eigenen Regelzone. So speisten auch die nun stillgelegten Kernkraftwerke Emsland und Gundremmingen ins Amprionnetz ein.
Das Amprion-Netz weist eine Stromkreislänge von etwa 11.000 km auf. Als historisches „Rückgrat“ des ausgedehnten RWE-Höchstspannungsnetzes ist die in den 1920er Jahren errichtete Nord-Süd-Leitung bedeutend. Große Teile der ursprünglichen Leitungstrasse werden weiterhin von Amprion genutzt.
Zur Stromübertragung aus dem Höchstspannungsnetz in die regionalen und lokalen Verteilnetze betreibt das Unternehmen rund 10 Schalt- und 160 Umspannanlagen.
In der Systemführung Netze genannten Hauptschaltleitung auf dem Gelände der Umspannanlage Brauweiler (in Pulheim) und in den beiden unterlagerten Gruppenschaltleitungen an den Umspannanlagen Hoheneck (in Ludwigsburg) und Rommerskirchen (in Bergheim-Rheidt) wird das gesamte Amprion-Netz überwacht und ferngesteuert. In der Anlage Rommerskirchen befindet sich seit 2009 außerdem das Security Service Centre (SSC), ein gemeinsam mit Tennet betriebenes Zentrum für das Sicherheitsmanagement der deutschen und niederländischen Höchstspannungsnetze.
In der Nähe des Frankfurter Flughafens betreibt Amprion die in den 2000er Jahren verlagerte und neugebaute Umspannanlage Kelsterbach, zu der die umfangreichste GIL-Anlage in Europa gehört.
Amprion betreibt auch ein eigenes Richtfunknetz, für das auf den Arealen einiger Umspannwerke Richtfunktürme – meist in Stahlfachwerkbauweise, aber auch in Stahlbetonbauweise – errichtet wurden.

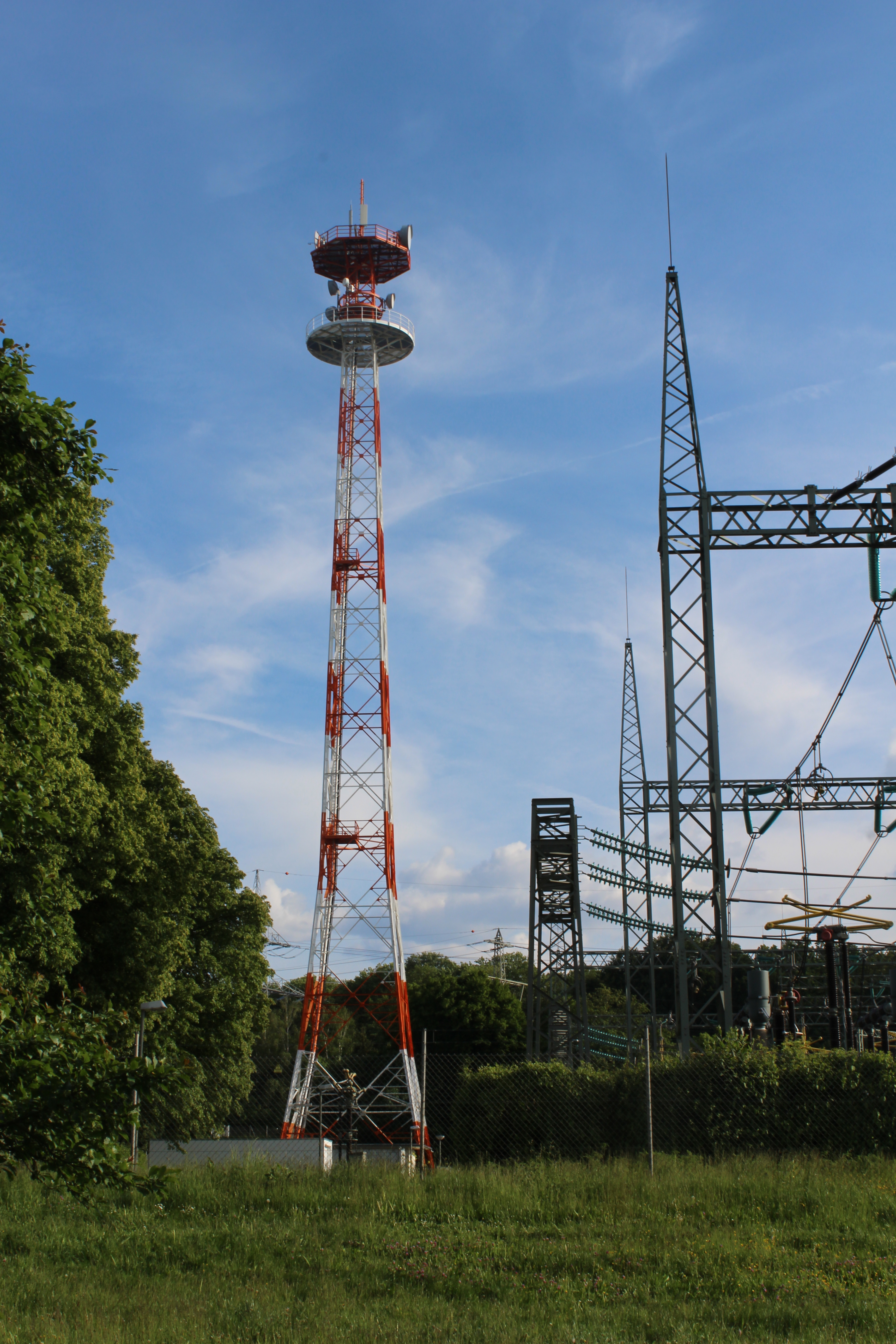
Richtfunkturm auf dem Areal des Umspannwerks Hoheneck

### Integration in das europäische Verbundnetz
Innerhalb Deutschlands existieren im Amprion-Netz Übergabestellen zu den benachbarten Übertragungsnetzbetreibern Tennet und TransnetBW. Kuppelleitungen bestehen auch zu ausländischen Übertragungsnetzbetreibern in Frankreich (RTE), in Luxemburg (Creos), in den Niederlanden (TenneT), in Österreich (APG, VÜN) und in der Schweiz (Swissgrid).
Regelzonenübergreifend, d. h. über die eigenen Gebiete hinaus, ist die Systemführung Netze der Amprion verantwortlich für die Koordination des Verbundbetriebs in Deutschland (→Netzregelverbund, Systembilanzierung usw.). Sie nimmt ähnliche Funktionen auch für weitere Teile des europäischen Verbundnetzes wahr. Dies betrifft die Übertragungsnetze in den Ländern Belgien, Bulgarien, Dänemark, Luxemburg, Niederlande, Österreich, Polen, Rumänien, Slowakei, Tschechien und Ungarn.
Amprion ist eines der vier deutschen Mitgliedsunternehmen im ENTSO-E.

### Netzausbau
Amprion ist für mehrere Netzausbauvorhaben nach dem Energieleitungsausbaugesetz und dem Bundesbedarfsplangesetz verantwortlich. Dazu zählen u. a. die 380-kV-Leitungen Dörpen-West–Wesel (gemeinsam mit TenneT) und Wesel–Doetinchem (grenzüberschreitend gemeinsam mit TenneT) sowie die Hochspannungs-Gleichstrom-Übertragungs-Projekte ALEGrO (grenzüberschreitend gemeinsam mit Elia), A-Nord und Ultranet (gemeinsam mit TransnetBW).

### Weiteres

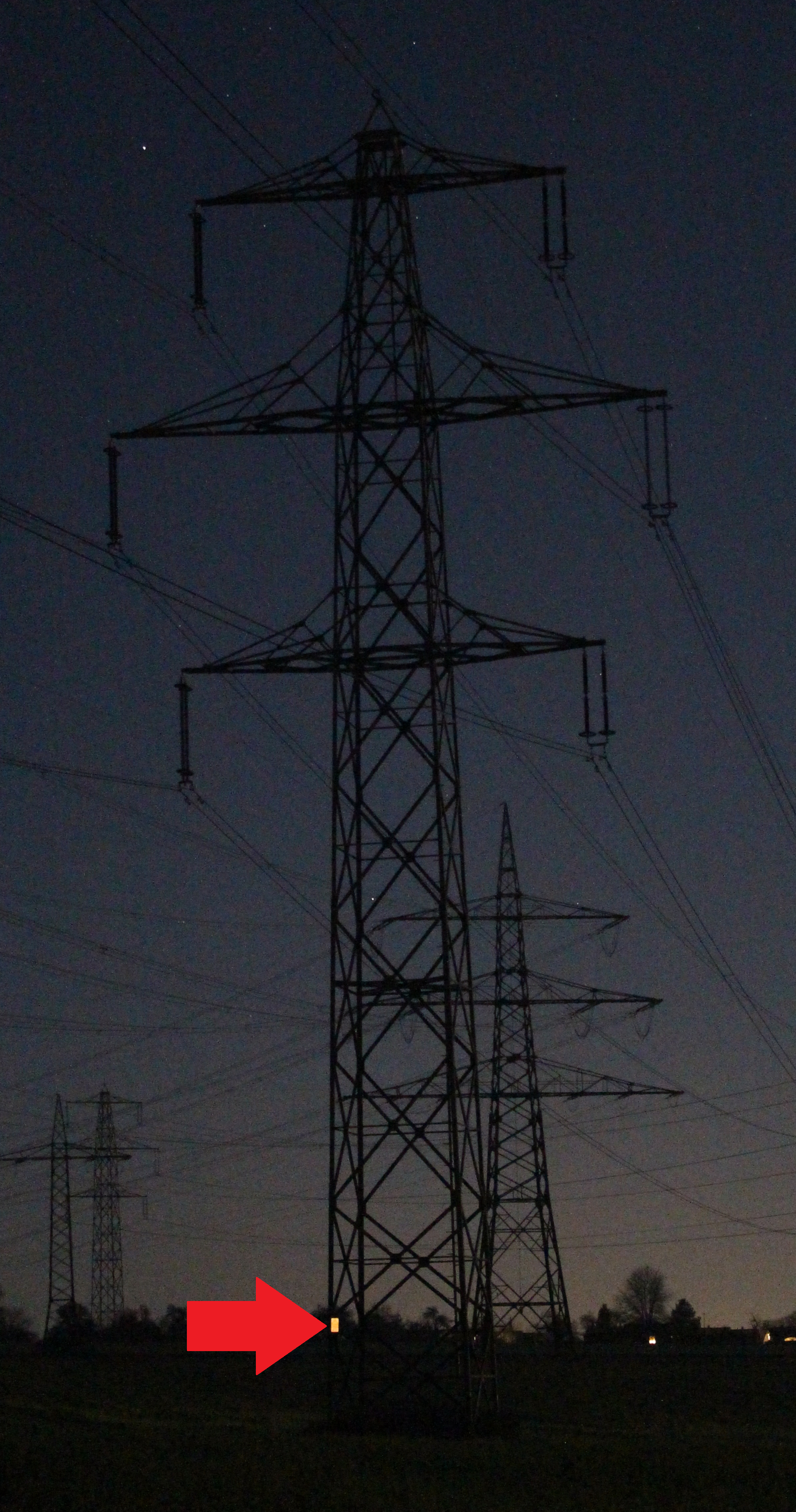
Ein Freileitungsmast von Amprion bei Nacht. Der rote Pfeil zeigt auf das hochreflektive Mastschild

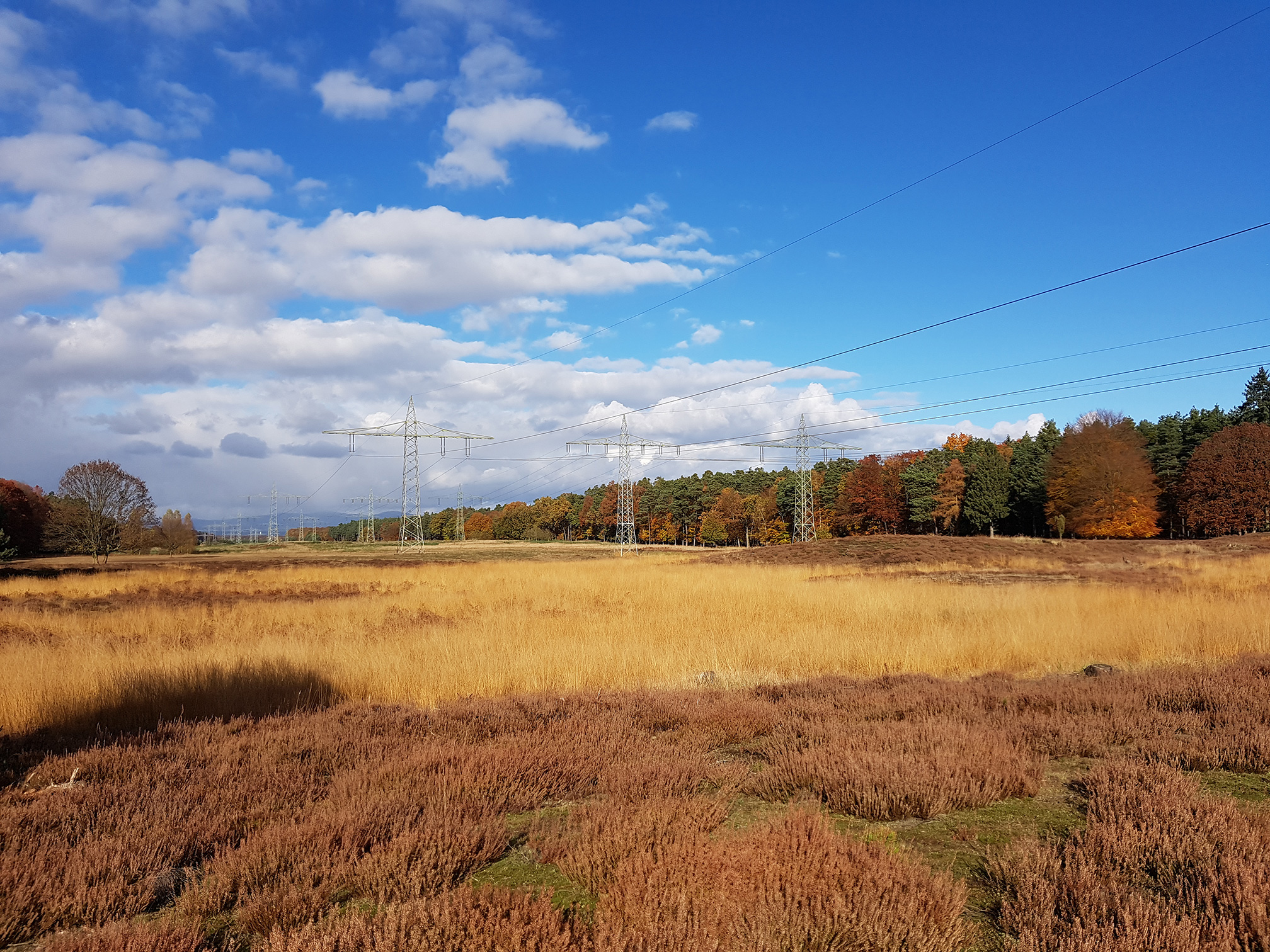
Biotopangepasstes Trassenmanagement der Amprion: 220-kV-Freileitungen in etwa 200 m breiter Schneise im Pilotprojekt Heidelandschaft westlich Mörfelden-Walldorf

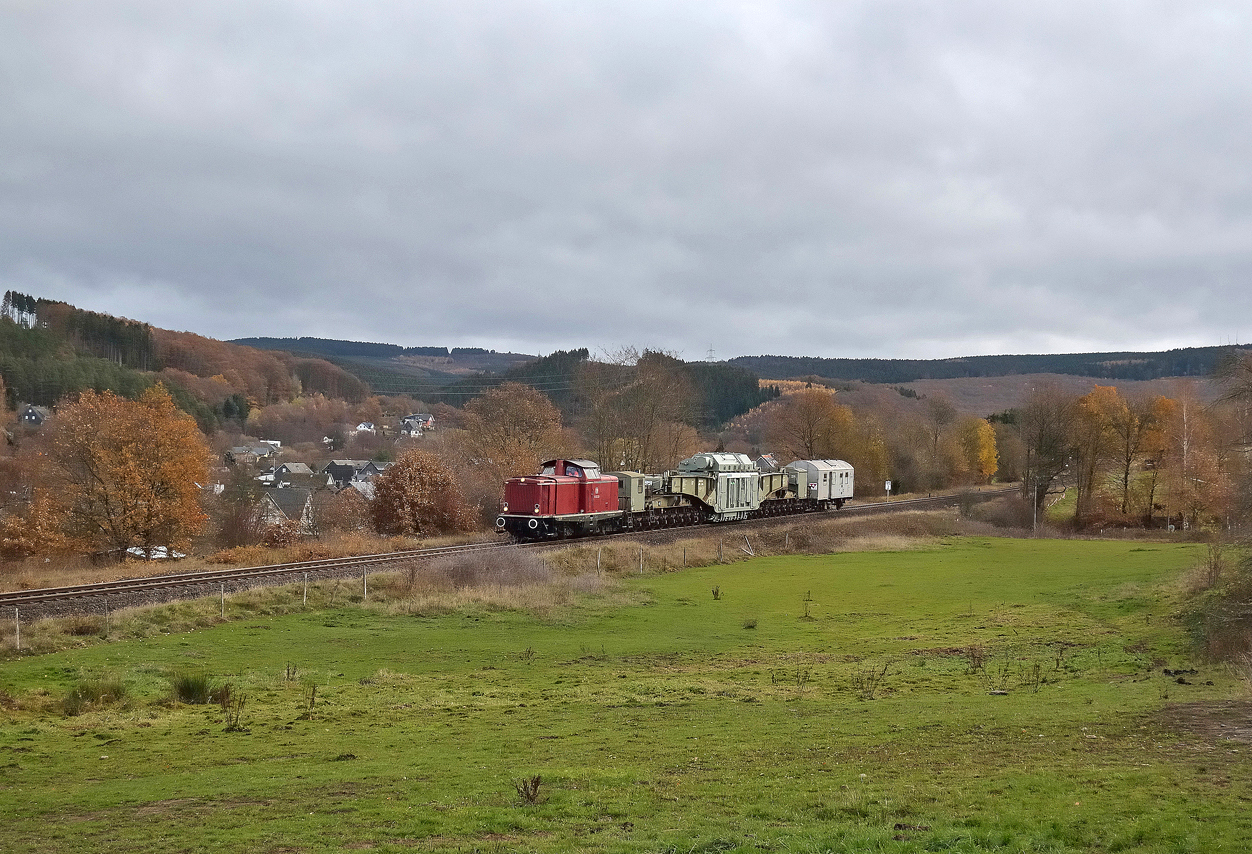
Ein Trafo-Schwertransport für die Firma Amprion, bestimmt für das Umspannwerk Dauersberg, mit einer Diesellokomotive auf der Hellertalbahn zwischen Zeppenfeld und Neunkirchen (November 2018)

Mastschilder von Freileitungsmasten von Amprion sind, im Unterschied zu denen anderer Übertragungsnetzbetreiber, mit einer stark reflektiven Beschichtung ausgestattet und bei Dunkelheit schon bei schwacher Beleuchtung gut zu sehen.
Auf dem Gelände der Umspannanlage Osterath existiert mit der Elektrothek ein Technikmuseum. Der Richtfunkturm auf dem Gänsehals ist mit einer für die Öffentlichkeit zugänglichen Aussichtsplattform ausgestattet, von 1977 bis 2010 trug ein Freileitungsmast am Bleibtreusee in Hürth ebenfalls eine solche.
Bei der Trassenunterhaltung insbesondere in Bereichen mit Feldgehölzen und im Wald, wo Schutzstreifenvorgaben zu Schneisen führen, setzt das Unternehmen auf ökologisches Trassenmanagement. Das mit häufigen aber extensiven Pflegeeingriffen verbundene Trassenunterhaltungskonzept wurde bereits in den 1990er Jahren, noch zu RWE-Zeiten, mit Pilotprojekten eingeführt. Anschließend wurde es sukzessive ausgeweitet und kommt bei Amprion mittlerweile standardmäßig zum Einsatz. In einigen ausgewählten Trassenabschnitten gibt es auch spezielle Artenschutzprojekte.
Seit November 2015 ist das Unternehmen indirekt an der europäischen Strombörse EPEX SPOT beteiligt. Amprion erwarb dazu fünf Prozent des Grundkapitals der HGRT (französisch Holding des Gestionnaires de Réseau de Transport d’Electricité), einer Holding mehrerer Übertragungsnetzbetreiber, die 49 Prozent an der Strombörse hält.
Mit KDNA schützt sich Amprion durch DNA-Eigentumsmarkierung vor Kabeldiebstahl.